# Hoshihananomia composita borealis
Hoshihananomia composita borealis es una subespecie de coleóptero de la familia Mordellidae.

## Distribución geográfica
Habita en  Japón.